# Campeonato de Primera División 2018-19 (Argentina)
El Campeonato de Primera División «Superliga» 2018-19 fue la nonagésima temporada y el centésimo trigésimo cuarto torneo de la era profesional de la Primera División del fútbol argentino, y el segundo organizado por la Superliga Argentina.
Llamado «Superliga Quilmes Clásica 2018-19» por motivos de patrocinio, comenzó el 10 de agosto de 2018 y finalizó el 7 de abril de 2019. Al concluir su disputa, se desarrolló la primera edición de la Copa de la Superliga.
Los nuevos participantes fueron los dos equipos ascendidos de la Primera B Nacional 2017-18: Aldosivi, que regresó a la categoría tras una única temporada; y San Martín de Tucumán, que volvió luego de 9 años.
El campeón fue el Racing Club, dirigido por Eduardo Coudet, que se consagró tras empatar 1–1 con Tigre como visitante en la vigésima cuarta fecha, lográndolo con una jornada aún por disputarse. De esta manera, alcanzó su décimo octavo título y clasificó al Trofeo de Campeones de la Superliga 2018-19 contra Tigre, campeón de la Copa de la Superliga 2019; la Supercopa Argentina 2019 contra River Plate, campeón de la Copa Argentina 2018-19, y la Copa Libertadores 2020.
Al concluir el torneo, se produjeron cuatro descensos por el sistema de promedios a la Primera B Nacional, y se definieron las clasificaciones a la Copa Libertadores 2020 y la Copa Sudamericana 2020.

## Ascensos y descensos
| Pos.      | Equipos ascendidos de la B Nacional 2017-18 |
| --------- | ------------------------------------------- |
| 1.º       | Aldosivi                                    |
| Gan. Red. | San Martín (T)                              |

| Prom. | Equipos descendidos en la temporada 2017-18 |
| ----- | ------------------------------------------- |
| 25.º  | Temperley                                   |
| 26.º  | Olimpo                                      |
| 27.º  | Arsenal                                     |
| 28.º  | Chacarita Juniors                           |

- De esta manera, el número de participantes disminuyó a 26.

## Sistema de disputa
El certamen se desarrolló en una sola rueda de 25 partidos en la que se enfrentaron todos contra todos, de acuerdo con el programa aprobado por el Comité Ejecutivo de la Superliga. Para tal fin se empleó un software desarrollado por el Instituto de Cálculo de la Facultad de Ciencias Exactas y Naturales de la Universidad de Buenos Aires, que tuvo en cuenta distintos parámetros para su confección.
Por su parte, los cupos a las competencias internacionales se definieron mediante la ubicación de los equipos en la tabla final de posiciones.

## Equipos participantes
| Equipo             | Ciudad                | Estadio                                         | Capacidad     |
| ------------------ | --------------------- | ----------------------------------------------- | ------------- |
| Aldosivi           | Mar del Plata         | José María Minella                              | 35 354        |
| Argentinos Juniors | Buenos Aires          | Diego Armando Maradona                          | 26 000        |
| Atlético Tucumán   | San Miguel de Tucumán | Monumental José Fierro                          | 35 200        |
| Banfield           | Banfield              | Florencio Sola                                  | 34 900        |
| Belgrano           | Córdoba               | Julio César Villagra                            | 30 500        |
| Boca Juniors       | Buenos Aires          | Alberto J. Armando                              | 49 000        |
| Colón              | Santa Fe              | Brigadier General Estanislao López              | 40 000        |
| Defensa y Justicia | Gobernador Costa      | Norberto Tomaghello                             | 20 000        |
| Estudiantes        | La Plata              | Ciudad de La Plata Centenario Ciudad de Quilmes | 53 000 30 200 |
| Gimnasia y Esgrima | La Plata              | Juan Carmelo Zerillo                            | 21 500        |
| Godoy Cruz         | Godoy Cruz            | Malvinas Argentinas                             | 42 500        |
| Huracán            | Buenos Aires          | Tomás Adolfo Ducó                               | 48 314        |
| Independiente      | Avellaneda            | Libertadores de América                         | 52 000        |
| Lanús              | Lanús                 | Ciudad de Lanús-Néstor Díaz Pérez               | 47 027        |
| Newell's Old Boys  | Rosario               | Marcelo Bielsa                                  | 42 000        |
| Patronato          | Paraná                | Presbítero Bartolomé Grella                     | 22 000        |
| Racing Club        | Avellaneda            | Presidente Perón                                | 60 000        |
| River Plate        | Buenos Aires          | Antonio Vespucio Liberti                        | 66 269        |
| Rosario Central    | Rosario               | Gigante de Arroyito                             | 41 465        |
| San Lorenzo        | Buenos Aires          | Pedro Bidegain                                  | 47 964        |
| San Martín         | San Juan              | Ingeniero Hilario Sánchez                       | 26 500        |
| San Martín         | San Miguel de Tucumán | La Ciudadela                                    | 30 500        |
| Talleres           | Córdoba               | Mario Alberto Kempes                            | 57 000        |
| Tigre              | Victoria              | José Dellagiovanna                              | 26 282        |
| Unión              | Santa Fe              | 15 de abril                                     | 27 589        |
| Vélez Sarsfield    | Buenos Aires          | José Amalfitani                                 | 49 540        |

### Distribución geográfica de los equipos
| Región                                   | Cant. | Equipos                                                                               |
| ---------------------------------------- | ----- | ------------------------------------------------------------------------------------- |
| Ciudad de Buenos Aires                   | 6     | Argentinos Juniors, Boca Juniors, Huracán, River Plate, San Lorenzo y Vélez Sarsfield |
| Conurbano bonaerense                     | 6     | Banfield, Defensa y Justicia, Independiente, Lanús, Racing Club y Tigre               |
| Provincia de Santa Fe                    | 4     | Colón, Newell's Old Boys, Rosario Central y Unión                                     |
| Ciudad de La Plata                       | 2     | Estudiantes y Gimnasia y Esgrima                                                      |
| Provincia de Córdoba                     | 2     | Belgrano y Talleres                                                                   |
| Provincia de Tucumán                     | 2     | Atlético Tucumán y San Martín                                                         |
| Interior de la provincia de Buenos Aires | 1     | Aldosivi                                                                              |
| Provincia de Entre Ríos                  | 1     | Patronato                                                                             |
| Provincia de Mendoza                     | 1     | Godoy Cruz                                                                            |
| Provincia de San Juan                    | 1     | San Martín                                                                            |

## Tabla de posiciones final
| Pos. | Equipo                  | Pts. | PJ | PG | PE | PP | GF | GC | Dif. |
| ---- | ----------------------- | ---- | -- | -- | -- | -- | -- | -- | ---- |
| 1.º  | Racing Club             | 57   | 25 | 17 | 6  | 2  | 43 | 16 | 27   |
| 2.º  | Defensa y Justicia      | 53   | 25 | 15 | 8  | 2  | 33 | 18 | 15   |
| 3.º  | Boca Juniors            | 51   | 25 | 15 | 6  | 4  | 42 | 18 | 24   |
| 4.º  | River Plate             | 45   | 25 | 13 | 6  | 6  | 42 | 21 | 21   |
| 5.º  | Atlético Tucumán        | 42   | 25 | 12 | 6  | 7  | 36 | 29 | 7    |
| 6.º  | Vélez Sarsfield         | 40   | 25 | 11 | 7  | 7  | 34 | 25 | 9    |
| 7.º  | Independiente           | 38   | 25 | 10 | 8  | 7  | 35 | 28 | 7    |
| 8.º  | Unión                   | 36   | 25 | 9  | 9  | 7  | 29 | 24 | 5    |
| 9.º  | Tigre                   | 36   | 25 | 9  | 9  | 7  | 39 | 42 | −3   |
| 10.º | Huracán                 | 35   | 25 | 9  | 8  | 8  | 28 | 28 | 0    |
| 11.º | Lanús                   | 34   | 25 | 9  | 7  | 9  | 27 | 32 | −5   |
| 12.º | Talleres (C)            | 33   | 25 | 9  | 6  | 10 | 25 | 24 | 1    |
| 13.º | Aldosivi                | 33   | 25 | 9  | 6  | 10 | 21 | 24 | −3   |
| 14.º | Godoy Cruz              | 32   | 25 | 9  | 5  | 11 | 23 | 30 | −7   |
| 15.º | Newell's Old Boys       | 29   | 25 | 7  | 8  | 10 | 26 | 23 | 3    |
| 16.º | Banfield                | 29   | 25 | 6  | 11 | 8  | 27 | 31 | −4   |
| 17.º | Estudiantes (LP)        | 29   | 25 | 7  | 8  | 10 | 21 | 25 | −4   |
| 18.º | Gimnasia y Esgrima (LP) | 29   | 25 | 8  | 5  | 12 | 21 | 32 | −11  |
| 19.º | Patronato               | 26   | 25 | 7  | 5  | 13 | 29 | 37 | −8   |
| 20.º | Rosario Central         | 26   | 25 | 6  | 8  | 11 | 16 | 26 | −10  |
| 21.º | San Martin (SJ)         | 25   | 25 | 6  | 7  | 12 | 24 | 34 | −10  |
| 22.º | Belgrano                | 24   | 25 | 4  | 12 | 9  | 16 | 23 | −7   |
| 23.º | San Lorenzo             | 23   | 25 | 3  | 14 | 8  | 21 | 30 | −9   |
| 24.º | Colón                   | 23   | 25 | 4  | 11 | 10 | 21 | 33 | −12  |
| 25.º | San Martín (T)          | 23   | 25 | 4  | 11 | 10 | 25 | 38 | −13  |
| 26.º | Argentinos Juniors      | 22   | 25 | 5  | 7  | 13 | 15 | 28 | −13  |

|  | Campeón. Clasificó a la fase de grupos de la Copa Libertadores 2020. |
|  | Clasificados a la fase de grupos de la Copa Libertadores 2020.       |
|  | Clasificado a la fase 2 de la Copa Libertadores 2020.                |
|  | Clasificados a la Copa Sudamericana 2020.                            |

| 1. 2. |

### Evolución de las posiciones
| Equipo / Fecha          | 1    | 2    | 3    | 4    | 5    | 6    | 7    | 8    | 9    | 10   | 11   | 12   | 13   | 14   | 15   | 16   | 17   | 18   | 19   | 20   | 21   | 22   | 23   | 24   | 25   |
| ----------------------- | ---- | ---- | ---- | ---- | ---- | ---- | ---- | ---- | ---- | ---- | ---- | ---- | ---- | ---- | ---- | ---- | ---- | ---- | ---- | ---- | ---- | ---- | ---- | ---- | ---- |
| Aldosivi                | 21.º | 7.º  | 4.º  | 12.º | 7.º  | 3.º  | 8.º  | 4.º  | 6.º  | 10.º | 12.º | 13.º | 10.º | 9.º  | 9.º  | 10.º | 10.º | 9.º  | 9.º  | 10.º | 12.º | 12.º | 11.º | 13.º | 13.º |
| Argentinos Juniors      | 21.º | 23.º | 22.º | 13.º | 18.º | 18.º | 19.º | 21.º | 24.º | 26.º | 26.º | 26.º | 26.º | 25.º | 25.º | 26.º | 26.º | 26.º | 26.º | 26.º | 24.º | 25.º | 21.º | 24.º | 26.º |
| Atlético Tucumán        | 7.º  | 15.º | 5.º  | 3.º  | 2.º  | 2.º  | 2.º  | 2.º  | 3.º  | 2.º  | 5.º  | 2.º  | 2.º  | 2.º  | 3.º  | 3.º  | 4.º  | 4.º  | 4.º  | 4.º  | 4.º  | 5.º  | 5.º  | 5.º  | 5.º  |
| Banfield                | 21.º | 9.º  | 11.º | 5.º  | 14.º | 13.º | 12.º | 9.º  | 11.º | 13.º | 11.º | 10.º | 12.º | 13.º | 11.º | 12.º | 13.º | 14.º | 13.º | 12.º | 14.º | 15.º | 15.º | 16.º | 16.º |
| Belgrano                | 13.º | 18.º | 9.º  | 9.º  | 11.º | 16.º | 17.º | 20.º | 22.º | 23.º | 19.º | 22.º | 23.º | 23.º | 24.º | 24.º | 25.º | 25.º | 25.º | 25.º | 23.º | 20.º | 23.º | 26.º | 22.º |
| Boca Juniors            | 2.º  | 11.º | 12.º | 4.º  | 3.º  | 6.º  | 5.º  | 6.º  | 5.º  | 9.º  | 8.º  | 6.º  | 6.º  | 5.º  | 6.º  | 5.º  | 3.º  | 3.º  | 3.º  | 3.º  | 3.º  | 3.º  | 3.º  | 3.º  | 3.º  |
| Colón                   | 13.º | 17.º | 20.º | 21.º | 22.º | 19.º | 20.º | 17.º | 13.º | 14.º | 16.º | 15.º | 16.º | 16.º | 18.º | 15.º | 16.º | 18.º | 19.º | 19.º | 21.º | 21.º | 22.º | 21.º | 24.º |
| Defensa y Justicia      | 7.º  | 15.º | 6.º  | 8.º  | 5.º  | 9.º  | 6.º  | 8.º  | 4.º  | 3.º  | 2.º  | 4.º  | 3.º  | 3.º  | 2.º  | 2.º  | 2.º  | 2.º  | 2.º  | 2.º  | 2.º  | 2.º  | 2.º  | 2.º  | 2.º  |
| Estudiantes (LP)        | 21.º | 6.º  | 15.º | 17.º | 21.º | 23.º | 23.º | 23.º | 20.º | 16.º | 13.º | 12.º | 15.º | 15.º | 14.º | 16.º | 18.º | 16.º | 17.º | 17.º | 19.º | 17.º | 16.º | 17.º | 17.º |
| Gimnasia y Esgrima (LP) | 2.º  | 9.º  | 18.º | 19.º | 12.º | 11.º | 13.º | 10.º | 14.º | 11.º | 15.º | 16.º | 18.º | 21.º | 21.º | 22.º | 21.º | 21.º | 22.º | 21.º | 18.º | 19.º | 18.º | 19.º | 18.º |
| Godoy Cruz              | 2.º  | 4.º  | 3.º  | 5.º  | 4.º  | 8.º  | 11.º | 15.º | 12.º | 8.º  | 7.º  | 8.º  | 8.º  | 8.º  | 8.º  | 9.º  | 11.º | 10.º | 11.º | 14.º | 15.º | 14.º | 14.º | 14.º | 14.º |
| Huracán                 | 13.º | 22.º | 21.º | 15.º | 9.º  | 4.º  | 3.º  | 5.º  | 7.º  | 5.º  | 3.º  | 3.º  | 4.º  | 4.º  | 4.º  | 4.º  | 5.º  | 5.º  | 5.º  | 7.º  | 7.º  | 9.º  | 10.º | 12.º | 10.º |
| Independiente           | –    | 20.º | 23.º | 22.º | 17.º | 17.º | 14.º | 12.º | 10.º | 12.º | 4.º  | 5.º  | 5.º  | 7.º  | 7.º  | 7.º  | 8.º  | 8.º  | 8.º  | 9.º  | 11.º | 8.º  | 9.º  | 7.º  | 7.º  |
| Lanús                   | 7.º  | 12.º | 19.º | 24.º | 24.º | 25.º | 26.º | 26.º | 25.º | 24.º | 25.º | 25.º | 24.º | 24.º | 20.º | 17.º | 14.º | 12.º | 14.º | 13.º | 10.º | 11.º | 13.º | 9.º  | 11.º |
| Newell's Old Boys       | 26.º | 25.º | 25.º | 25.º | 24.º | 21.º | 21.º | 22.º | 19.º | 15.º | 18.º | 18.º | 20.º | 18.º | 13.º | 13.º | 15.º | 15.º | 15.º | 15.º | 16.º | 16.º | 17.º | 15.º | 15.º |
| Patronato               | 13.º | 23.º | 26.º | 26.º | 26.º | 26.º | 25.º | 25.º | 26.º | 25.º | 24.º | 23.º | 25.º | 26.º | 26.º | 25.º | 23.º | 23.º | 23.º | 24.º | 20.º | 24.º | 19.º | 20.º | 19.º |
| Racing Club             | 7.º  | 2.º  | 2.º  | 1.º  | 1.º  | 1.º  | 1.º  | 1.º  | 1.º  | 1.º  | 1.º  | 1.º  | 1.º  | 1.º  | 1.º  | 1.º  | 1.º  | 1.º  | 1.º  | 1.º  | 1.º  | 1.º  | 1.º  | 1.º  | 1.º  |
| River Plate             | 13.º | 18.º | 17.º | 18.º | 10.º | 5.º  | 4.º  | 7.º  | 9.º  | 7.º  | 10.º | 11.º | 14.º | 10.º | 12.º | 11.º | 7.º  | 6.º  | 6.º  | 5.º  | 5.º  | 4.º  | 4.º  | 4.º  | 4.º  |
| Rosario Central         | 2.º  | 1.º  | 1.º  | 2.º  | 8.º  | 6.º  | 10.º | 16.º | 15.º | 19.º | 17.º | 19.º | 13.º | 14.º | 16.º | 18.º | 17.º | 17.º | 18.º | 18.º | 17.º | 18.º | 20.º | 18.º | 20.º |
| San Lorenzo             | 7.º  | 12.º | 14.º | 16.º | 20.º | 14.º | 15.º | 19.º | 17.º | 20.º | 22.º | 21.º | 21.º | 22.º | 22.º | 23.º | 24.º | 24.º | 24.º | 23.º | 26.º | 26.º | 24.º | 22.º | 23.º |
| San Martín (SJ)         | 13.º | 4.º  | 7.º  | 14.º | 19.º | 22.º | 22.º | 18.º | 21.º | 22.º | 23.º | 24.º | 22.º | 19.º | 23.º | 21.º | 19.º | 20.º | 20.º | 20.º | 22.º | 23.º | 25.º | 23.º | 21.º |
| San Martín (T)          | –    | 21.º | 24.º | 23.º | 23.º | 24.º | 24.º | 24.º | 23.º | 21.º | 20.º | 20.º | 19.º | 17.º | 19.º | 20.º | 22.º | 22.º | 21.º | 22.º | 25.º | 22.º | 25.º | 25.º | 25.º |
| Talleres (C)            | 21.º | 26.º | 16.º | 9.º  | 15.º | 15.º | 16.º | 13.º | 16.º | 17.º | 14.º | 14.º | 11.º | 12.º | 15.º | 14.º | 12.º | 13.º | 12.º | 11.º | 8.º  | 7.º  | 8.º  | 10.º | 12.º |
| Tigre                   | 7.º  | 12.º | 13.º | 7.º  | 16.º | 20.º | 18.º | 14.º | 18.º | 18.º | 21.º | 17.º | 17.º | 20.º | 17.º | 19.º | 20.º | 19.º | 16.º | 16.º | 13.º | 13.º | 12.º | 11.º | 9.º  |
| Unión                   | 2.º  | 3.º  | 7.º  | 9.º  | 6.º  | 10.º | 7.º  | 3.º  | 2.º  | 4.º  | 6.º  | 7.º  | 9.º  | 11.º | 10.º | 8.º  | 9.º  | 11.º | 10.º | 8.º  | 9.º  | 10.º | 7.º  | 8.º  | 8.º  |
| Vélez Sarsfield         | 1.º  | 7.º  | 10.º | 20.º | 13.º | 12.º | 9.º  | 11.º | 8.º  | 6.º  | 9.º  | 9.º  | 7.º  | 6.º  | 5.º  | 6.º  | 6.º  | 7.º  | 7.º  | 6.º  | 6.º  | 6.º  | 6.º  | 6.º  | 6.º  |

| 1. 2. 3. 4. 5. 6. 7. 8. 9. 10. 11. 12. 13. |

## Tabla de descenso
Se retomó la confección de la tabla con los resultados de las últimas tres temporadas, después de que durante los anteriores cuatro torneos se computaran cuatro.
| Pos. | Equipo                  | Promedio | 2016-17 | 2017-18 | 2018-19 | Total | PJ |
| ---- | ----------------------- | -------- | ------- | ------- | ------- | ----- | -- |
| 1.º  | Boca Juniors            | 2,097    | 63      | 58      | 51      | 172   | 82 |
| 2.º  | Racing Club             | 1,914    | 55      | 45      | 57      | 157   | 82 |
| 3.º  | Defensa y Justicia      | 1,780    | 49      | 44      | 53      | 146   | 82 |
| 3.º  | River Plate             | 1,780    | 56      | 45      | 45      | 146   | 82 |
| 5.º  | Independiente           | 1,670    | 53      | 46      | 38      | 137   | 82 |
| 6.º  | Godoy Cruz              | 1,597    | 43      | 56      | 32      | 131   | 82 |
| 7.º  | San Lorenzo             | 1,536    | 53      | 50      | 23      | 126   | 82 |
| 8.º  | Talleres (C)            | 1,475    | 42      | 46      | 33      | 121   | 82 |
| 8.º  | Estudiantes (LP)        | 1,475    | 56      | 36      | 29      | 121   | 82 |
| 10.º | Banfield                | 1,439    | 54      | 35      | 29      | 118   | 82 |
| 11.º | Vélez Sarsfield         | 1,402    | 37      | 38      | 40      | 115   | 82 |
| 12.º | Colón                   | 1,378    | 49      | 41      | 23      | 113   | 82 |
| 12.º | Lanús                   | 1,378    | 50      | 29      | 34      | 113   | 82 |
| 14.º | Huracán                 | 1,365    | 29      | 48      | 35      | 112   | 82 |
| 15.º | Atlético Tucumán        | 1,353    | 33      | 36      | 42      | 111   | 82 |
| 15.º | Unión                   | 1,353    | 32      | 43      | 36      | 111   | 82 |
| 17.º | Aldosivi                | 1,320    | –       | –       | 33      | 33    | 25 |
| 18.º | Newell's Old Boys       | 1,304    | 49      | 29      | 29      | 107   | 82 |
| 19.º | Rosario Central         | 1,243    | 44      | 32      | 26      | 102   | 82 |
| 20.º | Argentinos Juniors      | 1,211    | –       | 41      | 22      | 63    | 52 |
| 21.º | Gimnasia y Esgrima (LP) | 1,207    | 43      | 27      | 29      | 99    | 82 |
| 22.º | Patronato               | 1,134    | 34      | 33      | 26      | 93    | 82 |
| 23.º | San Martín (SJ)         | 1,109    | 33      | 33      | 25      | 91    | 82 |
| 23.º | Tigre                   | 1,109    | 31      | 24      | 36      | 91    | 82 |
| 25.º | Belgrano                | 1,097    | 26      | 40      | 24      | 90    | 82 |
| 26.º | San Martín (T)          | 0,920    | –       | –       | 23      | 23    | 25 |

|  | Descendieron a la Primera B Nacional. |

|  |

## Resultados
| Fecha 1                 | Fecha 1   | Fecha 1            | Fecha 1                     | Fecha 1        | Fecha 1 |
| Local                   | Resultado | Visitante          | Estadio                     | Fecha          | Hora    |
| ----------------------- | --------- | ------------------ | --------------------------- | -------------- | ------- |
| Vélez Sarsfield         | 2 - 0     | Newell's Old Boys  | José Amalfitani             | 10 de agosto   | 19:00   |
| Tigre                   | 2 - 2     | San Lorenzo        | Monumental de Victoria      | 10 de agosto   | 21:00   |
| Gimnasia y Esgrima (LP) | 1 - 0     | Argentinos Juniors | Del Bosque                  | 11 de agosto   | 13:15   |
| Unión                   | 1 - 0     | Aldosivi           | 15 de abril                 | 11 de agosto   | 15:30   |
| Patronato               | 0 - 0     | Colón              | Presbítero Bartolomé Grella | 11 de agosto   | 17:45   |
| Belgrano                | 0 - 0     | San Martín (SJ)    | Gigante de Alberdi          | 11 de agosto   | 20:00   |
| Boca Juniors            | 1 - 0     | Talleres (C)       | La Bombonera                | 12 de agosto   | 11:00   |
| Godoy Cruz              | 1 - 0     | Estudiantes (LP)   | Malvinas Argentinas         | 12 de agosto   | 13:15   |
| Lanús                   | 2 - 2     | Defensa y Justicia | Ciudad de Lanús             | 12 de agosto   | 15:30   |
| Rosario Central         | 1 - 0     | Banfield           | Gigante de Arroyito         | 12 de agosto   | 17:45   |
| Huracán                 | 0 - 0     | River Plate        | Tomás A. Ducó               | 12 de agosto   | 20:00   |
| Atlético Tucumán        | 2 - 2     | Racing Club        | Monumental José Fierro      | 13 de agosto   | 21:00   |
| Independiente           | 4 - 0     | San Martín (T)     | Libertadores de América     | 7 de noviembre | 20:15   |

| Fecha 2            | Fecha 2   | Fecha 2                 | Fecha 2                    | Fecha 2      | Fecha 2 |
| Local              | Resultado | Visitante               | Estadio                    | Fecha        | Hora    |
| ------------------ | --------- | ----------------------- | -------------------------- | ------------ | ------- |
| Talleres (C)       | 0 - 1     | Rosario Central         | Mario Alberto Kempes       | 17 de agosto | 19:00   |
| Newell's Old Boys  | 2 - 2     | Independiente           | Marcelo Bielsa             | 17 de agosto | 21:00   |
| Defensa y Justicia | 1 - 1     | Atlético Tucumán        | Norberto Tomaghello        | 18 de agosto | 13:15   |
| Banfield           | 1 - 0     | Gimnasia y Esgrima (LP) | Florencio Sola             | 18 de agosto | 15:30   |
| Argentinos Juniors | 0 - 0     | Godoy Cruz              | Diego Armando Maradona     | 18 de agosto | 17:45   |
| River Plate        | 0 - 0     | Belgrano                | Monumental                 | 18 de agosto | 20:00   |
| San Martín (SJ)    | 1 - 0     | Patronato               | Ingeniero Hilario Sánchez  | 19 de agosto | 11:00   |
| Colón              | 2 - 2     | Tigre                   | Brigadier Estanislao López | 19 de agosto | 13:15   |
| Aldosivi           | 2 - 1     | Huracán                 | José María Minella         | 19 de agosto | 15:30   |
| San Lorenzo        | 2 - 2     | Lanús                   | Nuevo Gasómetro            | 19 de agosto | 17:45   |
| Racing Club        | 2 - 0     | Vélez Sarsfield         | El Cilindro                | 19 de agosto | 20:00   |
| Estudiantes (LP)   | 2 - 0     | Boca Juniors            | Centenario                 | 20 de agosto | 15:30   |
| San Martín (T)     | 1 - 1     | Unión                   | La Ciudadela               | 20 de agosto | 17:45   |

| Fecha 3                 | Fecha 3   | Fecha 3            | Fecha 3                     | Fecha 3      | Fecha 3 |
| Local                   | Resultado | Visitante          | Estadio                     | Fecha        | Hora    |
| ----------------------- | --------- | ------------------ | --------------------------- | ------------ | ------- |
| Patronato               | 0 - 3     | Racing Club        | Presbítero Bartolomé Grella | 24 de agosto | 19:00   |
| Belgrano                | 2 - 1     | Estudiantes (LP)   | Gigante de Alberdi          | 24 de agosto | 19:00   |
| Independiente           | 0 - 1     | Defensa y Justicia | Libertadores de América     | 24 de agosto | 21:15   |
| Atlético Tucumán        | 2 - 1     | Colón              | Monumental José Fierro      | 24 de agosto | 21:15   |
| Gimnasia y Esgrima (LP) | 0 - 2     | Talleres (C)       | Del Bosque                  | 25 de agosto | 15:30   |
| Tigre                   | 2 - 2     | San Martín (SJ)    | Monumental de Victoria      | 25 de agosto | 17:45   |
| River Plate             | 0 - 0     | Argentinos Juniors | Monumental                  | 25 de agosto | 20:00   |
| Vélez Sarsfield         | 1 - 1     | Banfield           | José Amalfitani             | 26 de agosto | 11:00   |
| Lanús                   | 0 - 1     | Aldosivi           | Ciudad de Lanús             | 26 de agosto | 15:30   |
| Rosario Central         | 2 - 0     | San Martín (T)     | Gigante de Arroyito         | 26 de agosto | 17:45   |
| Huracán                 | 0 - 0     | Boca Juniors       | Tomás A. Ducó               | 26 de agosto | 20:00   |
| Godoy Cruz              | 2 - 1     | Newell's Old Boys  | Malvinas Argentinas         | 27 de agosto | 19:00   |
| Unión                   | 1 - 1     | San Lorenzo        | 15 de abril                 | 27 de agosto | 21:00   |

| Fecha 4            | Fecha 4   | Fecha 4                 | Fecha 4                    | Fecha 4         | Fecha 4 |
| Local              | Resultado | Visitante               | Estadio                    | Fecha           | Hora    |
| ------------------ | --------- | ----------------------- | -------------------------- | --------------- | ------- |
| Argentinos Juniors | 2 - 0     | Lanús                   | Diego Armando Maradona     | 31 de agosto    | 19:00   |
| San Martín (SJ)    | 1 - 2     | Huracán                 | Ingeniero Hilario Sánchez  | 31 de agosto    | 21:00   |
| Defensa y Justicia | 1 - 1     | Belgrano                | Norberto Tomaghello        | 1 de septiembre | 13:15   |
| Banfield           | 1 - 0     | Patronato               | Florencio Sola             | 1 de septiembre | 15:30   |
| Talleres (C)       | 1 - 0     | Godoy Cruz              | Mario Alberto Kempes       | 1 de septiembre | 17:45   |
| San Lorenzo        | 1 - 1     | River Plate             | Nuevo Gasómetro            | 1 de septiembre | 20:00   |
| Racing Club        | 2 - 0     | Rosario Central         | El Cilindro                | 2 de septiembre | 11:00   |
| Estudiantes (LP)   | 2 - 2     | Independiente           | Centenario                 | 2 de septiembre | 13:15   |
| Aldosivi           | 0 - 2     | Tigre                   | José María Minella         | 2 de septiembre | 15:30   |
| Colón              | 0 - 0     | Unión                   | Brigadier Estanislao López | 2 de septiembre | 17:45   |
| Boca Juniors       | 3 - 0     | Vélez Sarsfield         | La Bombonera               | 2 de septiembre | 20:00   |
| Newell's Old Boys  | 1 - 2     | Atlético Tucumán        | Marcelo Bielsa             | 3 de septiembre | 19:00   |
| San Martín (T)     | 1 - 1     | Gimnasia y Esgrima (LP) | La Ciudadela               | 3 de septiembre | 21:00   |

| Fecha 5            | Fecha 5   | Fecha 5                 | Fecha 5                     | Fecha 5          | Fecha 5 |
| Local              | Resultado | Visitante               | Estadio                     | Fecha            | Hora    |
| ------------------ | --------- | ----------------------- | --------------------------- | ---------------- | ------- |
| Estudiantes (LP)   | 0 - 2     | Aldosivi                | Centenario                  | 14 de septiembre | 19:00   |
| Atlético Tucumán   | 3 - 0     | Tigre                   | Monumental José Fierro      | 14 de septiembre | 21:00   |
| Independiente      | 3 - 0     | Colón                   | Libertadores de América     | 15 de septiembre | 13:15   |
| River Plate        | 4 - 1     | San Martín (SJ)         | Monumental                  | 15 de septiembre | 15:30   |
| Belgrano           | 0 - 0     | Newell's Old Boys       | Gigante de Alberdi          | 15 de septiembre | 17:45   |
| Argentinos Juniors | 0 - 1     | Boca Juniors            | Diego Armando Maradona      | 15 de septiembre | 20:00   |
| Patronato          | 0 - 2     | Gimnasia y Esgrima (LP) | Presbítero Bartolomé Grella | 16 de septiembre | 11:00   |
| Vélez Sarsfield    | 1 - 0     | San Martín (T)          | José Amalfitani             | 16 de septiembre | 13:15   |
| Unión              | 2 - 1     | Talleres (C)            | 15 de abril                 | 16 de septiembre | 15:30   |
| Lanús              | 0 - 1     | Racing Club             | Ciudad de Lanús             | 16 de septiembre | 17:45   |
| Godoy Cruz         | 1 - 0     | San Lorenzo             | Malvinas Argentinas         | 16 de septiembre | 20:00   |
| Huracán            | 3 - 0     | Banfield                | Tomás A. Ducó               | 17 de septiembre | 19:00   |
| Rosario Central    | 0 - 1     | Defensa y Justicia      | Gigante de Arroyito         | 17 de septiembre | 21:00   |

| Fecha 6                 | Fecha 6   | Fecha 6            | Fecha 6                    | Fecha 6          | Fecha 6 |
| Local                   | Resultado | Visitante          | Estadio                    | Fecha            | Hora    |
| ----------------------- | --------- | ------------------ | -------------------------- | ---------------- | ------- |
| San Lorenzo             | 3 - 2     | Patronato          | Nuevo Gasómetro            | 21 de septiembre | 19:00   |
| Colón                   | 3 - 1     | Godoy Cruz         | Brigadier Estanislao López | 21 de septiembre | 21:00   |
| Newell's Old Boys       | 2 - 0     | Lanús              | Marcelo Bielsa             | 22 de septiembre | 13:15   |
| Talleres (C)            | 1 - 1     | Vélez Sarsfield    | Mario Alberto Kempes       | 22 de septiembre | 15:30   |
| Defensa y Justicia      | 1 - 1     | Estudiantes (LP)   | Norberto Tomaghello        | 22 de septiembre | 17:45   |
| Banfield                | 1 - 1     | Independiente      | Florencio Sola             | 22 de septiembre | 20:00   |
| San Martín (T)          | 0 - 0     | Argentinos Juniors | La Ciudadela               | 23 de septiembre | 11:00   |
| Tigre                   | 0 - 2     | Huracán            | Monumental de Victoria     | 23 de septiembre | 11:00   |
| Gimnasia y Esgrima (LP) | 1 - 1     | Rosario Central    | Del Bosque                 | 23 de septiembre | 13:15   |
| San Martín (SJ)         | 1 - 3     | Atlético Tucumán   | Ingeniero Hilario Sánchez  | 23 de septiembre | 13:15   |
| Boca Juniors            | 0 - 2     | River Plate        | La Bombonera               | 23 de septiembre | 17:45   |
| Aldosivi                | 2 - 0     | Belgrano           | José María Minella         | 24 de septiembre | 18:00   |
| Racing Club             | 1 - 0     | Unión              | El Cilindro                | 24 de septiembre | 20:00   |

| Fecha 7            | Fecha 7   | Fecha 7                 | Fecha 7                     | Fecha 7          | Fecha 7 |
| Local              | Resultado | Visitante               | Estadio                     | Fecha            | Hora    |
| ------------------ | --------- | ----------------------- | --------------------------- | ---------------- | ------- |
| Independiente      | 0 - 0     | Tigre                   | Libertadores de América     | 28 de septiembre | 18:45   |
| Lanús              | 1 - 5     | River Plate             | Ciudad de Lanús             | 28 de septiembre | 21:15   |
| San Lorenzo        | 0 - 2     | Atlético Tucumán        | Nuevo Gasómetro             | 29 de septiembre | 13:15   |
| Estudiantes (LP)   | 1 - 0     | Newell's Old Boys       | Centenario                  | 29 de septiembre | 17:45   |
| Argentinos Juniors | 0 - 2     | Racing Club             | Diego Armando Maradona      | 29 de septiembre | 20:00   |
| Patronato          | 2 - 1     | Talleres (C)            | Presbítero Bartolomé Grella | 30 de septiembre | 13:15   |
| Unión              | 1 - 0     | Gimnasia y Esgrima (LP) | 15 de abril                 | 30 de septiembre | 15:30   |
| Belgrano           | 0 - 1     | Huracán                 | Gigante de Alberdi          | 30 de septiembre | 17:45   |
| Boca Juniors       | 3 - 1     | Colón                   | La Bombonera                | 30 de septiembre | 20:00   |
| Godoy Cruz         | 0 - 1     | Defensa y Justicia      | Malvinas Argentinas         | 1 de octubre     | 19:00   |
| San Martín (T)     | 1 - 1     | Banfield                | La Ciudadela                | 1 de octubre     | 21:15   |
| Vélez Sarsfield    | 2 - 0     | Aldosivi                | José Amalfitani             | 1 de octubre     | 21:15   |
| Rosario Central    | 1 - 0     | San Martín (SJ)         | Gigante de Arroyito         | 27 de noviembre  | 21:00   |

| Fecha 8                 | Fecha 8   | Fecha 8            | Fecha 8                     | Fecha 8         | Fecha 8 |
| Local                   | Resultado | Visitante          | Estadio                     | Fecha           | Hora    |
| ----------------------- | --------- | ------------------ | --------------------------- | --------------- | ------- |
| Aldosivi                | 2 - 0     | San Martín (T)     | José María Minella          | 6 de octubre    | 13:15   |
| Gimnasia y Esgrima (LP) | 1 - 0     | Godoy Cruz         | Del Bosque                  | 6 de octubre    | 15:30   |
| San Martín (SJ)         | 3 - 1     | Vélez Sarsfield    | Ingeniero Hilario Sánchez   | 6 de octubre    | 17:45   |
| Patronato               | 1 - 2     | Independiente      | Presbítero Bartolomé Grella | 6 de octubre    | 20:00   |
| Banfield                | 2 - 0     | San Lorenzo        | Florencio Sola              | 7 de octubre    | 11:00   |
| Atlético Tucumán        | 0 - 0     | Lanús              | Monumental José Fierro      | 7 de octubre    | 13:15   |
| Rosario Central         | 0 - 4     | Unión              | Gigante de Arroyito         | 7 de octubre    | 15:00   |
| Talleres (C)            | 3 - 0     | Belgrano           | Mario Alberto Kempes        | 7 de octubre    | 17:00   |
| Racing Club             | 2 - 2     | Boca Juniors       | El Cilindro                 | 7 de octubre    | 19:00   |
| Tigre                   | 1 - 0     | Estudiantes (LP)   | Monumental de Victoria      | 8 de octubre    | 19:00   |
| Colón                   | 1 - 0     | Newell's Old Boys  | Brigadier Estanislao López  | 8 de octubre    | 21:00   |
| Huracán                 | 0 - 0     | Argentinos Juniors | Tomás A. Ducó               | 13 de diciembre | 21:00   |
| River Plate             | 0 - 1     | Defensa y Justicia | Monumental                  | 19 de enero     | 20:00   |

| Fecha 9            | Fecha 9   | Fecha 9                 | Fecha 9                    | Fecha 9       | Fecha 9 |
| Local              | Resultado | Visitante               | Estadio                    | Fecha         | Hora    |
| ------------------ | --------- | ----------------------- | -------------------------- | ------------- | ------- |
| Defensa y Justicia | 2 - 0     | Talleres (C)            | Norberto Tomaghello        | 19 de octubre | 19:00   |
| Vélez Sarsfield    | 1 - 0     | Gimnasia y Esgrima (LP) | José Amalfitani            | 19 de octubre | 19:00   |
| Colón              | 1 - 0     | River Plate             | Brigadier Estanislao López | 19 de octubre | 21:15   |
| Godoy Cruz         | 2 - 0     | Aldosivi                | Malvinas Argentinas        | 20 de octubre | 13:15   |
| Lanús              | 3 - 1     | Patronato               | Ciudad de Lanús            | 20 de octubre | 15:30   |
| Boca Juniors       | 0 - 0     | Rosario Central         | La Bombonera               | 20 de octubre | 17:45   |
| Newell's Old Boys  | 2 - 0     | Tigre                   | Marcelo Bielsa             | 20 de octubre | 20:00   |
| Estudiantes (LP)   | 1 - 1     | Atlético Tucumán        | Centenario                 | 21 de octubre | 13:15   |
| Argentinos Juniors | 0 - 1     | Unión                   | Diego Armando Maradona     | 21 de octubre | 15:30   |
| Independiente      | 3 - 1     | Huracán                 | Libertadores de América    | 21 de octubre | 17:45   |
| San Martín (T)     | 2 - 1     | Racing Club             | La Ciudadela               | 21 de octubre | 20:00   |
| Belgrano           | 1 - 1     | Banfield                | Gigante de Alberdi         | 22 de octubre | 19:00   |
| San Lorenzo        | 2 - 1     | San Martín (SJ)         | Nuevo Gasómetro            | 22 de octubre | 21:00   |

| Fecha 10                | Fecha 10  | Fecha 10           | Fecha 10                    | Fecha 10      | Fecha 10 |
| Local                   | Resultado | Visitante          | Estadio                     | Fecha         | Hora     |
| ----------------------- | --------- | ------------------ | --------------------------- | ------------- | -------- |
| Tigre                   | 1 - 1     | Lanús              | Monumental de Victoria      | 26 de octubre | 19:00    |
| Huracán                 | 3 - 2     | Colón              | Tomás A. Ducó               | 26 de octubre | 21:00    |
| River Plate             | 1 - 0     | Aldosivi           | Monumental                  | 27 de octubre | 15:00    |
| Gimnasia y Esgrima (LP) | 2 - 1     | Boca Juniors       | Del Bosque                  | 27 de octubre | 17:15    |
| Talleres (C)            | 0 - 0     | San Martín (T)     | Mario Alberto Kempes        | 27 de octubre | 20:30    |
| Unión                   | 0 - 3     | Godoy Cruz         | 15 de abril                 | 27 de octubre | 20:30    |
| Racing Club             | 2 - 1     | San Lorenzo        | El Cilindro                 | 28 de octubre | 11:00    |
| Patronato               | 2 - 1     | Rosario Central    | Presbítero Bartolomé Grella | 28 de octubre | 13:15    |
| Vélez Sarsfield         | 1 - 0     | Belgrano           | José Amalfitani             | 28 de octubre | 15:30    |
| Banfield                | 0 - 2     | Estudiantes (LP)   | Florencio Sola              | 28 de octubre | 17:45    |
| Atlético Tucumán        | 4 - 2     | Independiente      | Monumental José Fierro      | 28 de octubre | 20:00    |
| Newell's Old Boys       | 2 - 0     | Argentinos Juniors | Marcelo Bielsa              | 29 de octubre | 19:00    |
| San Martín (SJ)         | 0 - 1     | Defensa y Justicia | Ingeniero Hilario Sánchez   | 29 de octubre | 21:00    |

| Fecha 11           | Fecha 11  | Fecha 11                | Fecha 11               | Fecha 11       | Fecha 11 |
| Local              | Resultado | Visitante               | Estadio                | Fecha          | Hora     |
| ------------------ | --------- | ----------------------- | ---------------------- | -------------- | -------- |
| Belgrano           | 2 - 0     | Gimnasia y Esgrima (LP) | Gigante de Alberdi     | 2 de noviembre | 19:00    |
| Unión              | 2 - 2     | Patronato               | 15 de abril            | 2 de noviembre | 21:00    |
| Aldosivi           | 1 - 4     | Banfield                | José María Minella     | 3 de noviembre | 13:15    |
| Godoy Cruz         | 1 - 0     | Atlético Tucumán        | Malvinas Argentinas    | 3 de noviembre | 15:30    |
| Estudiantes (LP)   | 1 - 0     | River Plate             | Centenario             | 3 de noviembre | 17:45    |
| Boca Juniors       | 4 - 1     | Tigre                   | La Bombonera           | 3 de noviembre | 20:00    |
| Argentinos Juniors | 0 - 2     | Independiente           | Diego Armando Maradona | 4 de noviembre | 11:00    |
| Rosario Central    | 1 - 1     | Colón                   | Gigante de Arroyito    | 4 de noviembre | 13:15    |
| San Lorenzo        | 0 - 1     | Talleres (C)            | Nuevo Gasómetro        | 4 de noviembre | 15:30    |
| Racing Club        | 1 - 0     | Newell's Old Boys       | El Cilindro            | 4 de noviembre | 17:45    |
| San Martín (T)     | 2 - 0     | San Martín (SJ)         | La Ciudadela           | 4 de noviembre | 20:00    |
| Defensa y Justicia | 3 - 2     | Vélez Sarsfield         | Norberto Tomaghello    | 5 de noviembre | 19:00    |
| Lanús              | 0 - 1     | Huracán                 | Ciudad de Lanús        | 5 de noviembre | 21:00    |

| Fecha 12                | Fecha 12  | Fecha 12           | Fecha 12                    | Fecha 12        | Fecha 12 |
| Local                   | Resultado | Visitante          | Estadio                     | Fecha           | Hora     |
| ----------------------- | --------- | ------------------ | --------------------------- | --------------- | -------- |
| Talleres (C)            | 0 - 0     | Aldosivi           | Mario Alberto Kempes        | 9 de noviembre  | 19:00    |
| Atlético Tucumán        | 2 - 1     | Rosario Central    | Monumental José Fierro      | 9 de noviembre  | 21:00    |
| Colón                   | 1 - 1     | Estudiantes (LP)   | Brigadier Estanislao López  | 10 de noviembre | 20:30    |
| Huracán                 | 2 - 1     | Godoy Cruz         | Tomás A. Ducó               | 11 de noviembre | 11:00    |
| Independiente           | 2 - 1     | Belgrano           | Libertadores de América     | 11 de noviembre | 13:15    |
| Gimnasia y Esgrima (LP) | 0 - 3     | Racing Club        | Del Bosque                  | 11 de noviembre | 15:30    |
| Banfield                | 0 - 0     | Lanús              | Florencio Sola              | 11 de noviembre | 17:45    |
| Vélez Sarsfield         | 0 - 0     | San Lorenzo        | José Amalfitani             | 11 de noviembre | 20:00    |
| Tigre                   | 2 - 1     | Argentinos Juniors | Monumental de Victoria      | 12 de noviembre | 17:00    |
| Newell's Old Boys       | 0 - 0     | Defensa y Justicia | Marcelo Bielsa              | 12 de noviembre | 19:15    |
| Patronato               | 3 - 3     | San Martín (T)     | Presbítero Bartolomé Grella | 12 de noviembre | 21:30    |
| River Plate             | 1 - 2     | Unión              | Monumental                  | 23 de enero     | 21:00    |
| San Martín (SJ)         | 0 - 4     | Boca Juniors       | Ingeniero Hilario Sánchez   | 31 de enero     | 21:00    |

| Fecha 13                | Fecha 13  | Fecha 13          | Fecha 13               | Fecha 13        | Fecha 13 |
| Local                   | Resultado | Visitante         | Estadio                | Fecha           | Hora     |
| ----------------------- | --------- | ----------------- | ---------------------- | --------------- | -------- |
| Boca Juniors            | 1 - 0     | Patronato         | La Bombonera           | 17 de noviembre | 17:10    |
| Gimnasia y Esgrima (LP) | 0 - 2     | San Martín (SJ)   | Del Bosque             | 21 de noviembre | 17:10    |
| Belgrano                | 1 - 3     | Atlético Tucumán  | Gigante de Alberdi     | 23 de noviembre | 19:00    |
| Rosario Central         | 2 - 1     | Estudiantes (LP)  | Gigante de Arroyito    | 23 de noviembre | 21:15    |
| Argentinos Juniors      | 0 - 2     | Talleres (C)      | Diego Armando Maradona | 23 de noviembre | 21:15    |
| San Lorenzo             | 0 - 0     | Huracán           | Nuevo Gasómetro        | 25 de noviembre | 17:10    |
| Unión                   | 0 - 2     | Vélez Sarsfield   | 15 de abril            | 25 de noviembre | 17:10    |
| Aldosivi                | 1 - 0     | Newell's Old Boys | José María Minella     | 25 de noviembre | 19:20    |
| San Martín (T)          | 0 - 0     | Colón             | La Ciudadela           | 25 de noviembre | 19:20    |
| Racing Club             | 0 - 0     | Banfield          | El Cilindro            | 25 de noviembre | 21:30    |
| Defensa y Justicia      | 2 - 1     | Tigre             | Norberto Tomaghello    | 26 de noviembre | 19:00    |
| Lanús                   | 1 - 0     | Independiente     | Ciudad de Lanús        | 26 de noviembre | 21:15    |
| Godoy Cruz              | 0 - 4     | River Plate       | Malvinas Argentinas    | 30 de enero     | 21:00    |

| Fecha 14          | Fecha 14  | Fecha 14                | Fecha 14                   | Fecha 14        | Fecha 14 |
| Local             | Resultado | Visitante               | Estadio                    | Fecha           | Hora     |
| ----------------- | --------- | ----------------------- | -------------------------- | --------------- | -------- |
| Colón             | 1 - 1     | Belgrano                | Brigadier Estanislao López | 30 de noviembre | 19:00    |
| Newell's Old Boys | 1 - 0     | Patronato               | Marcelo Bielsa             | 30 de noviembre | 21:15    |
| Estudiantes (LP)  | 1 - 1     | Lanús                   | Centenario                 | 1 de diciembre  | 17:10    |
| Atlético Tucumán  | 2 - 3     | San Martín (T)          | Monumental José Fierro     | 1 de diciembre  | 19:20    |
| Banfield          | 0 - 1     | Argentinos Juniors      | Florencio Sola             | 1 de diciembre  | 21:30    |
| Aldosivi          | 2 - 2     | San Lorenzo             | José María Minella         | 2 de diciembre  | 17:10    |
| Independiente     | 0 - 1     | Boca Juniors            | Libertadores de América    | 2 de diciembre  | 19:20    |
| River Plate       | 3 - 1     | Gimnasia y Esgrima (LP) | Monumental                 | 2 de diciembre  | 21:30    |
| Tigre             | 1 - 3     | Godoy Cruz              | Monumental de Victoria     | 3 de diciembre  | 17:10    |
| Vélez Sarsfield   | 2 - 0     | Rosario Central         | José Amalfitani            | 3 de diciembre  | 19:20    |
| San Martín (SJ)   | 2 - 0     | Unión                   | Ingeniero Hilario Sánchez  | 3 de diciembre  | 19:20    |
| Huracán           | 1 - 1     | Defensa y Justicia      | Tomás A. Ducó              | 3 de diciembre  | 21:30    |
| Talleres (C)      | 1 - 3     | Racing Club             | Mario Alberto Kempes       | 3 de diciembre  | 21:30    |

| Fecha 15                | Fecha 15  | Fecha 15          | Fecha 15                    | Fecha 15        | Fecha 15 |
| Local                   | Resultado | Visitante         | Estadio                     | Fecha           | Hora     |
| ----------------------- | --------- | ----------------- | --------------------------- | --------------- | -------- |
| San Martín (T)          | 0 - 3     | Newell's Old Boys | La Ciudadela                | 7 de diciembre  | 21:00    |
| San Lorenzo             | 1 - 1     | Estudiantes (LP)  | Nuevo Gasómetro             | 8 de diciembre  | 17:10    |
| Unión                   | 0 - 1     | Banfield          | 15 de abril                 | 8 de diciembre  | 17:10    |
| Defensa y Justicia      | 3 - 0     | Colón             | Norberto Tomaghello         | 8 de diciembre  | 19:20    |
| Lanús                   | 2 - 1     | Talleres (C)      | Ciudad de Lanús             | 8 de diciembre  | 19:20    |
| Godoy Cruz              | 1 - 1     | Independiente     | Malvinas Argentinas         | 8 de diciembre  | 21:30    |
| Argentinos Juniors      | 1 - 2     | Aldosivi          | Diego Armando Maradona      | 9 de diciembre  | 19:20    |
| Gimnasia y Esgrima (LP) | 2 - 2     | Huracán           | Del Bosque                  | 9 de diciembre  | 19:20    |
| Racing Club             | 1 - 0     | San Martín (SJ)   | El Cilindro                 | 9 de diciembre  | 21:30    |
| Patronato               | 3 - 3     | Vélez Sarsfield   | Presbítero Bartolomé Grella | 10 de diciembre | 19:00    |
| Belgrano                | 1 - 2     | Tigre             | Gigante de Alberdi          | 10 de diciembre | 21:15    |
| Rosario Central         | 1 - 1     | River Plate       | Gigante de Arroyito         | 14 de febrero   | 21:00    |
| Boca Juniors            | 1 - 2     | Atlético Tucumán  | La Bombonera                | 20 de febrero   | 21:00    |

| Fecha 16           | Fecha 16  | Fecha 16                | Fecha 16                   | Fecha 16    | Fecha 16 |
| Local              | Resultado | Visitante               | Estadio                    | Fecha       | Hora     |
| ------------------ | --------- | ----------------------- | -------------------------- | ----------- | -------- |
| Banfield           | 1 - 1     | San Martín (SJ)         | Florencio Sola             | 25 de enero | 19:00    |
| Godoy Cruz         | 0 - 2     | Lanús                   | Malvinas Argentinas        | 25 de enero | 19:00    |
| Defensa y Justicia | 1 - 0     | San Lorenzo             | Norberto Tomaghello        | 25 de enero | 21:10    |
| Tigre              | 2 - 2     | San Martín (T)          | Monumental de Victoria     | 26 de enero | 17:10    |
| Huracán            | 2 - 1     | Rosario Central         | Tomás A. Ducó              | 26 de enero | 17:10    |
| Atlético Tucumán   | 4 - 1     | Gimnasia y Esgrima (LP) | Monumental José Fierro     | 26 de enero | 19:20    |
| Aldosivi           | 1 - 3     | Racing Club             | José María Minella         | 26 de enero | 21:30    |
| Independiente      | 1 - 1     | Talleres (C)            | Libertadores de América    | 27 de enero | 17:10    |
| Belgrano           | 0 - 0     | Unión                   | Gigante de Alberdi         | 27 de enero | 17:10    |
| River Plate        | 1 - 3     | Patronato               | Monumental                 | 27 de enero | 19:20    |
| Newell's Old Boys  | 1 - 1     | Boca Juniors            | Marcelo Bielsa             | 27 de enero | 21:30    |
| Colón              | 2 - 0     | Argentinos Juniors      | Brigadier Estanislao López | 28 de enero | 19:00    |
| Estudiantes (LP)   | 1 - 2     | Vélez Sarsfield         | Centenario                 | 28 de enero | 21:10    |

| Fecha 17                | Fecha 17  | Fecha 17           | Fecha 17                    | Fecha 17     | Fecha 17 |
| Local                   | Resultado | Visitante          | Estadio                     | Fecha        | Hora     |
| ----------------------- | --------- | ------------------ | --------------------------- | ------------ | -------- |
| Gimnasia y Esgrima (LP) | 3 - 1     | Tigre              | Del Bosque                  | 1 de febrero | 19:00    |
| Talleres (C)            | 3 - 1     | Banfield           | Mario Alberto Kempes        | 1 de febrero | 21:10    |
| San Martín (T)          | 1 - 2     | Defensa y Justicia | La Ciudadela                | 1 de febrero | 21:10    |
| San Lorenzo             | 0 - 0     | Independiente      | Nuevo Gasómetro             | 2 de febrero | 17:10    |
| Lanús                   | 1 - 0     | Colón              | Ciudad de Lanús             | 2 de febrero | 19:20    |
| Argentinos Juniors      | 0 - 0     | Belgrano           | Diego Armando Maradona      | 2 de febrero | 19:20    |
| Rosario Central         | 0 - 0     | Aldosivi           | Gigante de Arroyito         | 2 de febrero | 21:30    |
| Boca Juniors            | 2 - 0     | Godoy Cruz         | La Bombonera                | 3 de febrero | 17:10    |
| Unión                   | 0 - 0     | Newell's Old Boys  | 15 de abril                 | 3 de febrero | 17:10    |
| Racing Club             | 3 - 1     | Huracán            | El Cilindro                 | 3 de febrero | 19:20    |
| Vélez Sarsfield         | 1 - 2     | River Plate        | José Amalfitani             | 3 de febrero | 21:30    |
| Patronato               | 3 - 0     | Atlético Tucumán   | Presbítero Bartolomé Grella | 4 de febrero | 19:00    |
| San Martín (SJ)         | 3 - 0     | Estudiantes (LP)   | Ingeniero Hilario Sánchez   | 4 de febrero | 21:10    |

| Fecha 18           | Fecha 18  | Fecha 18                | Fecha 18                   | Fecha 18      | Fecha 18 |
| Local              | Resultado | Visitante               | Estadio                    | Fecha         | Hora     |
| ------------------ | --------- | ----------------------- | -------------------------- | ------------- | -------- |
| Tigre              | 4 - 4     | Banfield                | Monumental de Victoria     | 8 de febrero  | 19:00    |
| Lanús              | 2 - 0     | Gimnasia y Esgrima (LP) | Ciudad de Lanús            | 8 de febrero  | 21:10    |
| Huracán            | 1 - 1     | Vélez Sarsfield         | Tomás A. Ducó              | 8 de febrero  | 21:10    |
| Estudiantes (LP)   | 1 - 0     | Patronato               | Ciudad de La Plata         | 9 de febrero  | 17:10    |
| Independiente      | 2 - 1     | Unión                   | Libertadores de América    | 9 de febrero  | 19:20    |
| Atlético Tucumán   | 0 - 0     | Talleres (C)            | Monumental José Fierro     | 9 de febrero  | 19:20    |
| Colón              | 1 - 1     | San Lorenzo             | Brigadier Estanislao López | 9 de febrero  | 21:30    |
| Newell's Old Boys  | 0 - 0     | Rosario Central         | Marcelo Bielsa             | 10 de febrero | 17:10    |
| Godoy Cruz         | 3 - 2     | San Martín (T)          | Malvinas Argentinas        | 10 de febrero | 17:10    |
| River Plate        | 2 - 0     | Racing Club             | Monumental                 | 10 de febrero | 19:20    |
| Belgrano           | 1 - 1     | Boca Juniors            | Gigante de Alberdi         | 10 de febrero | 21:30    |
| Defensa y Justicia | 2 - 1     | Argentinos Juniors      | Norberto Tomaghello        | 11 de febrero | 19:00    |
| Aldosivi           | 1 - 0     | San Martín (SJ)         | José María Minella         | 11 de febrero | 21:10    |

| Fecha 19                | Fecha 19  | Fecha 19           | Fecha 19                    | Fecha 19      | Fecha 19 |
| Local                   | Resultado | Visitante          | Estadio                     | Fecha         | Hora     |
| ----------------------- | --------- | ------------------ | --------------------------- | ------------- | -------- |
| Unión                   | 3 - 0     | Atlético Tucumán   | 15 de abril                 | 15 de febrero | 19:00    |
| Vélez Sarsfield         | 1 - 1     | Colón              | José Amalfitani             | 15 de febrero | 19:00    |
| San Martín (T)          | 0 - 0     | Belgrano           | La Ciudadela                | 15 de febrero | 21:10    |
| San Lorenzo             | 1 - 1     | Newell's Old Boys  | Nuevo Gasómetro             | 16 de febrero | 17:10    |
| Gimnasia y Esgrima (LP) | 0 - 1     | Defensa y Justicia | Del Bosque                  | 16 de febrero | 19:20    |
| Patronato               | 0 - 0     | Aldosivi           | Presbítero Bartolomé Grella | 16 de febrero | 19:20    |
| San Martín (SJ)         | 1 - 1     | Independiente      | Ingeniero Hilario Sánchez   | 16 de febrero | 21:30    |
| Rosario Central         | 0 - 2     | Tigre              | Gigante de Arroyito         | 17 de febrero | 17:10    |
| Talleres (C)            | 0 - 0     | Huracán            | Mario Alberto Kempes        | 17 de febrero | 17:10    |
| Boca Juniors            | 2 - 1     | Lanús              | La Bombonera                | 17 de febrero | 19:20    |
| Banfield                | 1 - 1     | River Plate        | Florencio Sola              | 17 de febrero | 21:30    |
| Argentinos Juniors      | 2 - 1     | Estudiantes (LP)   | Diego Armando Maradona      | 18 de febrero | 19:00    |
| Racing Club             | 3 - 0     | Godoy Cruz         | El Cilindro                 | 18 de febrero | 21:10    |

| Fecha 20           | Fecha 20  | Fecha 20                | Fecha 20                   | Fecha 20      | Fecha 20 |
| Local              | Resultado | Visitante               | Estadio                    | Fecha         | Hora     |
| ------------------ | --------- | ----------------------- | -------------------------- | ------------- | -------- |
| Tigre              | 2 - 1     | Patronato               | Monumental de Victoria     | 22 de febrero | 19:00    |
| Colón              | 0 - 1     | Banfield                | Brigadier Estanislao López | 22 de febrero | 21:10    |
| Lanús              | 2 - 0     | Rosario Central         | Ciudad de Lanús            | 22 de febrero | 21:10    |
| Godoy Cruz         | 0 - 2     | Vélez Sarsfield         | Malvinas Argentinas        | 23 de febrero | 17:10    |
| Huracán            | 1 - 3     | Unión                   | Tomás A. Ducó              | 23 de febrero | 17:10    |
| Belgrano           | 0 - 0     | San Lorenzo             | Gigante de Alberdi         | 23 de febrero | 19:20    |
| Independiente      | 1 - 3     | Racing Club             | Libertadores de América    | 23 de febrero | 21:30    |
| River Plate        | 2 - 1     | San Martín (T)          | Monumental                 | 24 de febrero | 17:10    |
| Estudiantes (LP)   | 0 - 1     | Talleres (C)            | Ciudad de La Plata         | 24 de febrero | 19:20    |
| Atlético Tucumán   | 0 - 0     | Argentinos Juniors      | Monumental José Fierro     | 24 de febrero | 19:20    |
| Defensa y Justicia | 0 - 1     | Boca Juniors            | Norberto Tomaghello        | 24 de febrero | 21:30    |
| Aldosivi           | 0 - 0     | Gimnasia y Esgrima (LP) | José María Minella         | 25 de febrero | 19:00    |
| Newell's Old Boys  | 3 - 0     | San Martín (SJ)         | Marcelo Bielsa             | 25 de febrero | 21:10    |

| Fecha 21                | Fecha 21  | Fecha 21           | Fecha 21                    | Fecha 21   | Fecha 21 |
| Local                   | Resultado | Visitante          | Estadio                     | Fecha      | Hora     |
| ----------------------- | --------- | ------------------ | --------------------------- | ---------- | -------- |
| San Lorenzo             | 2 - 3     | Argentinos Juniors | Nuevo Gasómetro             | 1 de marzo | 19:00    |
| Unión                   | 1 - 3     | Boca Juniors       | 15 de abril                 | 1 de marzo | 21:10    |
| Rosario Central         | 0 - 0     | Belgrano           | Gigante de Arroyito         | 2 de marzo | 17:10    |
| San Martín (SJ)         | 0 - 0     | Godoy Cruz         | Ingeniero Hilario Sánchez   | 2 de marzo | 19:20    |
| San Martín (T)          | 1 - 2     | Lanús              | La Ciudadela                | 2 de marzo | 19:20    |
| River Plate             | 4 - 2     | Newell's Old Boys  | Monumental                  | 2 de marzo | 21:30    |
| Patronato               | 1 - 0     | Huracán            | Presbítero Bartolomé Grella | 3 de marzo | 17:10    |
| Talleres (C)            | 2 - 0     | Colón              | Mario Alberto Kempes        | 3 de marzo | 17:10    |
| Racing Club             | 1 - 0     | Estudiantes (LP)   | El Cilindro                 | 3 de marzo | 19:20    |
| Gimnasia y Esgrima (LP) | 1 - 0     | Independiente      | Del Bosque                  | 3 de marzo | 21:30    |
| Banfield                | 1 - 2     | Atlético Tucumán   | Florencio Sola              | 4 de marzo | 17:10    |
| Vélez Sarsfield         | 1 - 2     | Tigre              | José Amalfitani             | 4 de marzo | 19:20    |
| Aldosivi                | 0 - 1     | Defensa y Justicia | José María Minella          | 4 de marzo | 21:30    |

| Fecha 22           | Fecha 22  | Fecha 22                | Fecha 22                   | Fecha 22    | Fecha 22 |
| Local              | Resultado | Visitante               | Estadio                    | Fecha       | Hora     |
| ------------------ | --------- | ----------------------- | -------------------------- | ----------- | -------- |
| Lanús              | 1 - 1     | San Martín (SJ)         | Ciudad de Lanús            | 8 de marzo  | 19:00    |
| Belgrano           | 3 - 0     | Patronato               | Gigante de Alberdi         | 8 de marzo  | 21:10    |
| Godoy Cruz         | 0 - 0     | Rosario Central         | Malvinas Argentinas        | 9 de marzo  | 17:10    |
| Newell's Old Boys  | 1 - 2     | Talleres (C)            | Marcelo Bielsa             | 9 de marzo  | 17:10    |
| Colón              | 1 - 1     | Racing Club             | Brigadier Estanislao López | 9 de marzo  | 19:20    |
| Boca Juniors       | 3 - 0     | San Lorenzo             | La Bombonera               | 9 de marzo  | 21:30    |
| Estudiantes (LP)   | 1 - 0     | Gimnasia y Esgrima (LP) | Ciudad de La Plata         | 10 de marzo | 17:10    |
| Independiente      | 2 - 0     | Aldosivi                | Libertadores de América    | 10 de marzo | 19:20    |
| Huracán            | 1 - 3     | San Martín (T)          | Tomás A. Ducó              | 10 de marzo | 19:20    |
| Atlético Tucumán   | 0 - 1     | River Plate             | Monumental José Fierro     | 10 de marzo | 21:30    |
| Tigre              | 2 - 2     | Unión                   | Monumental de Victoria     | 11 de marzo | 19:00    |
| Defensa y Justicia | 3 - 2     | Banfield                | Norberto Tomaghello        | 11 de marzo | 21:10    |
| Argentinos Juniors | 0 - 0     | Vélez Sarsfield         | Diego Armando Maradona     | 11 de marzo | 21:10    |

| Fecha 23                | Fecha 23  | Fecha 23           | Fecha 23                    | Fecha 23    | Fecha 23 |
| Local                   | Resultado | Visitante          | Estadio                     | Fecha       | Hora     |
| ----------------------- | --------- | ------------------ | --------------------------- | ----------- | -------- |
| Gimnasia y Esgrima (LP) | 1 - 0     | Newell's Old Boys  | Del Bosque                  | 15 de marzo | 19:00    |
| Aldosivi                | 3 - 0     | Colón              | José María Minella          | 15 de marzo | 21:10    |
| Vélez Sarsfield         | 2 - 0     | Atlético Tucumán   | José Amalfitani             | 16 de marzo | 13:15    |
| Unión                   | 3 - 0     | Lanús              | 15 de abril                 | 16 de marzo | 15:30    |
| San Martín (SJ)         | 2 - 3     | Argentinos Juniors | Ingeniero Hilario Sánchez   | 16 de marzo | 17:45    |
| Racing Club             | 1 - 0     | Belgrano           | El Cilindro                 | 16 de marzo | 20:00    |
| Patronato               | 2 - 0     | Defensa y Justicia | Presbítero Bartolomé Grella | 17 de marzo | 11:00    |
| Talleres (C)            | 1 - 3     | Tigre              | Mario Alberto Kempes        | 17 de marzo | 13:15    |
| Rosario Central         | 0 - 1     | San Lorenzo        | Gigante de Arroyito         | 17 de marzo | 15:30    |
| River Plate             | 3 - 0     | Independiente      | Monumental                  | 17 de marzo | 17:45    |
| San Martín (T)          | 1 - 4     | Boca Juniors       | La Ciudadela                | 17 de marzo | 20:00    |
| Banfield                | 2 - 2     | Godoy Cruz         | Florencio Sola              | 18 de marzo | 19:00    |
| Huracán                 | 0 - 1     | Estudiantes (LP)   | Tomás A. Ducó               | 18 de marzo | 21:10    |

| Fecha 24           | Fecha 24  | Fecha 24                | Fecha 24                   | Fecha 24    | Fecha 24 |
| Local              | Resultado | Visitante               | Estadio                    | Fecha       | Hora     |
| ------------------ | --------- | ----------------------- | -------------------------- | ----------- | -------- |
| Newell's Old Boys  | 3 - 1     | Huracán                 | Marcelo Bielsa             | 29 de marzo | 19:00    |
| Boca Juniors       | 2 - 0     | Banfield                | La Bombonera               | 29 de marzo | 21:10    |
| San Lorenzo        | 1 - 1     | Gimnasia y Esgrima (LP) | Nuevo Gasómetro            | 30 de marzo | 13:15    |
| Godoy Cruz         | 2 - 1     | Patronato               | Malvinas Argentinas        | 30 de marzo | 15:30    |
| Independiente      | 2 - 1     | Vélez Sarsfield         | Libertadores de América    | 30 de marzo | 17:45    |
| Talleres (C)       | 0 - 2     | River Plate             | Mario Alberto Kempes       | 30 de marzo | 20:00    |
| Atlético Tucumán   | 1 - 0     | Aldosivi                | Monumental José Fierro     | 31 de marzo | 11:00    |
| Argentinos Juniors | 0 - 2     | Rosario Central         | Diego Armando Maradona     | 31 de marzo | 13:15    |
| Lanús              | 3 - 1     | Belgrano                | Ciudad de Lanús            | 31 de marzo | 13:15    |
| Tigre              | 1 - 1     | Racing Club             | Monumental de Victoria     | 31 de marzo | 18:10    |
| Defensa y Justicia | 1 - 1     | Unión                   | Norberto Tomaghello        | 31 de marzo | 18:10    |
| Estudiantes (LP)   | 1 - 1     | San Martín (T)          | Ciudad de La Plata         | 1 de abril  | 19:00    |
| Colón              | 0 - 0     | San Martín (SJ)         | Brigadier Estanislao López | 1 de abril  | 21:10    |

| Fecha 25                | Fecha 25  | Fecha 25           | Fecha 25                    | Fecha 25   | Fecha 25 |
| Local                   | Resultado | Visitante          | Estadio                     | Fecha      | Hora     |
| ----------------------- | --------- | ------------------ | --------------------------- | ---------- | -------- |
| San Martín (T)          | 0 - 0     | San Lorenzo        | La Ciudadela                | 5 de abril | 21:10    |
| Gimnasia y Esgrima (LP) | 3 - 2     | Colón              | Del Bosque                  | 6 de abril | 13:15    |
| Banfield                | 1 - 1     | Newell's Old Boys  | Florencio Sola              | 6 de abril | 15:30    |
| Unión                   | 0 - 0     | Estudiantes (LP)   | 15 de abril                 | 6 de abril | 15:30    |
| Vélez Sarsfield         | 4 - 0     | Lanús              | José Amalfitani             | 6 de abril | 17:45    |
| Aldosivi                | 1 - 1     | Boca Juniors       | José María Minella          | 6 de abril | 20:00    |
| Huracán                 | 2 - 0     | Atlético Tucumán   | Tomás A. Ducó               | 7 de abril | 11:00    |
| Rosario Central         | 1 - 2     | Independiente      | Gigante de Arroyito         | 7 de abril | 13:00    |
| River Plate             | 2 - 3     | Tigre              | Monumental                  | 7 de abril | 15:15    |
| San Martín (SJ)         | 2 - 1     | Talleres (C)       | Ingeniero Hilario Sánchez   | 7 de abril | 15:15    |
| Patronato               | 2 - 1     | Argentinos Juniors | Presbítero Bartolomé Grella | 7 de abril | 15:15    |
| Belgrano                | 1 - 0     | Godoy Cruz         | Gigante de Alberdi          | 7 de abril | 15:15    |
| Racing Club             | 1 - 1     | Defensa y Justicia | El Cilindro                 | 7 de abril | 18:30    |

1. ↑  Postergado por la participación de Independiente en la Copa Suruga Bank 2018.[32]
2. ↑  Suspendido por las condiciones climáticas a los 26', con el resultado 1-1. Se completó el 18 de noviembre, a partir de las 19:20.[33]
3. ↑  Suspendido por las condiciones climáticas. Se jugó el 18 de noviembre, a partir de las 17:10.
4. ↑  Suspendido por las condiciones climáticas. Se jugó el 24 de octubre, a partir de las 19:30.
5. ↑  Postergado por las elecciones en Rosario Central.
6. 1 2  Postergado por la realización de los Juegos Olímpicos de la Juventud Buenos Aires 2018.
7. ↑  Suspendido por falta de disponibilidad policial, tras la reprogramación de la primera final de la Copa Libertadores 2018. Se jugó el 12 de noviembre, a partir de las 19:15.
8. ↑  Suspendido por falta de disponibilidad policial, tras la reprogramación de la primera final de la Copa Libertadores 2018. Se jugó el 12 de noviembre, a partir de las 21:30.
9. 1 2 3  Postergado por la participación de River Plate en la final de la Copa Libertadores 2018.
10. 1 2  Postergado por la participación de Boca Juniors en la final de la Copa Libertadores 2018.
11. ↑  Suspendido por falta de disponibilidad policial, tras la reprogramación de la segunda final de la Copa Libertadores 2018. Se jugó el 20 de enero, a partir de las 18:00.
12. ↑  Suspendido a raíz de la intoxicación sufrida por los jugadores de Colón. Se jugó el 23 de marzo, a partir de las 20:00.[34]

## Clasificación a las competencias internacionales

### Copa Libertadores 2020
Argentina tuvo 6 cupos en la Copa Libertadores 2020, los 5 primeros clasificados a la fase de grupos y el sexto a la fase 2. Estos fueron:
- Argentina 1: Racing Club, campeón del torneo.
- Argentina 2: Defensa y Justicia, subcampeón.
- Argentina 3: River Plate, campeón de la Copa Argentina 2018-19.
- Argentina 4: Tigre, campeón de la Copa de la Superliga 2019.
- Argentina 5: Boca Juniors, tercer puesto del torneo.
- Argentina 6: Atlético Tucumán, quinto puesto.

### Copa Sudamericana 2020
Los 6 cupos asignados en la Copa Sudamericana 2020 fueron:
- Argentina 1: Argentinos Juniors, mejor ubicado de la Copa de la Superliga 2019.[35]
- Argentina 2: Vélez Sarsfield, sexto puesto del torneo.
- Argentina 3: Independiente, séptimo puesto.
- Argentina 4: Unión, octavo puesto.
- Argentina 5: Huracán, décimo puesto.
- Argentina 6: Lanús, undécimo puesto.

## Descensos y ascensos
Al finalizar la temporada, se produjo el descenso de Belgrano, San Martín de San Juan, San Martín de Tucumán y Tigre, que ocuparon los cuatro últimos puestos en la tabla de promedios. A la vez, ascendieron Arsenal, como campeón, y Central Córdoba de Santiago del Estero, ganador del reducido, del campeonato 2018-19 de la Primera B Nacional, respectivamente. De esta manera, el número de participantes para el siguiente torneo disminuyó a 24.

## Goleadores
| Jugador            | Equipo                 | Goles | Jugada | Cabeza | T. libre | Penal | PJ |
| ------------------ | ---------------------- | ----- | ------ | ------ | -------- | ----- | -- |
| Lisandro López     | Racing Club            | 17    | 10     | 1      | 0        | 6     | 24 |
| Emmanuel Gigliotti | Independiente          | 12    | 11     | 1      | 0        | 0     | 15 |
| Federico González  | Tigre                  | 11    | 11     | 0      | 0        | 0     | 22 |
| Luis Rodríguez     | Atlético Tucumán-Colón | 11    | 6      | 0      | 0        | 5     | 20 |
| Matías Rojas       | Defensa y Justicia     | 10    | 4      | 1      | 5        | 0     | 22 |

- Fuentes:
  -  Marca: Goleadores Superliga Argentina

## Entrenadores
| Listado de entrenadores                                                                                                | Listado de entrenadores        | Listado de entrenadores |
| Equipo | Entrenador/es                  | Fechas                  |
| --- | ------------------------------ | ----------------------- |
| Aldosivi | Gustavo Álvarez                | 1.ª a 25.ª              |
| Argentinos Juniors | Alfredo Berti                  | 1.ª a 5.ª               |
| Argentinos Juniors | Ezequiel Carboni               | 6.ª a 12.ª              |
| Argentinos Juniors | Raúl Sanzotti (interino)       | 13.ª a 15.ª             |
| Argentinos Juniors | Diego Dabove                   | 16.ª a 25.ª             |
| Atlético Tucumán | Ricardo Zielinski              | 1.ª a 25.ª              |
| Banfield | Julio César Falcioni           | 1.ª a 15.ª              |
| Banfield | Hernán Crespo                  | 16.ª a 25.ª             |
| Belgrano | Lucas Bernardi                 | 1.ª a 8.ª               |
| Belgrano | Diego Osella                   | 9.ª a 25.ª              |
| Boca Juniors | Guillermo Barros Schelotto     | 1.ª a 15.ª              |
| Boca Juniors | Gustavo Alfaro                 | 16.ª a 25.ª             |
| Colón | Eduardo Domínguez              | 1.ª a 12.ª              |
| Colón | Esteban Fuertes (interino)     | 13.ª a 15.ª             |
| Colón | Julio Comesaña                 | 16.ª a 21.ª             |
| Colón | Marcelo Goux (interino)        | 22.ª                    |
| Colón | Pablo Lavallén                 | 23.ª a 25.ª             |
| Defensa y Justicia | Sebastián Beccacece            | 1.ª a 25.ª              |
| Estudiantes (LP) | Leandro Benítez                | 1.ª a 20.ª              |
| Estudiantes (LP) | Pablo Quatrocchi (interino)    | 21.ª y 22.ª             |
| Estudiantes (LP) | Gabriel Milito                 | 23.ª a 25.ª             |
| Gimnasia y Esgrima (LP)                                                                                                | Pedro Troglio                  | 1.ª a 19.ª              |
| Gimnasia y Esgrima (LP)                                                                                                | Hernán Ortiz                   | 20.ª a 25.ª             |
| Godoy Cruz | Diego Dabove                   | 1.ª a 15.ª              |
| Godoy Cruz | Marcelo Gómez                  | 16.ª a 20.ª             |
| Godoy Cruz | Daniel Oldrá (interino)        | 21.ª                    |
| Godoy Cruz | Lucas Bernardi                 | 22.ª a 25.ª             |
| Huracán | Gustavo Alfaro                 | 1.ª a 15.ª              |
| Huracán | Antonio Mohamed                | 16.ª a 25.ª             |
| Independiente | Ariel Holan                    | 1.ª a 25.ª              |
| Lanús | Ezequiel Carboni               | 1.ª a 3.ª               |
| Lanús | Rodrigo Acosta (interino)      | 4.ª                     |
| Lanús | Luis Zubeldía                  | 5.ª a 25.ª              |
| Newell's Old Boys | Omar De Felippe                | 1.ª a 13.ª              |
| Newell's Old Boys | Héctor Bidoglio                | 14.ª a 25.ª             |
| Patronato | Juan Pablo Pumpido             | 1.ª a 5.ª               |
| Patronato | Martín De León (interino)      | 6.ª                     |
| Patronato | Mario Sciacqua                 | 7.ª a 25.ª              |
| Racing Club | Eduardo Coudet                 | 1.ª a 25.ª              |
| River Plate | Marcelo Gallardo               | 1.ª a 25.ª              |
| Rosario Central | Edgardo Bauza                  | 1.ª a 20.ª              |
| Rosario Central | Paulo Ferrari                  | 21.ª a 23.ª             |
| Rosario Central | Diego Cocca                    | 24.ª a 25.ª             |
| San Lorenzo | Claudio Biaggio                | 1.ª a 10.ª              |
| San Lorenzo | Diego Monarriz (interino)      | 11.ª                    |
| San Lorenzo | Jorge Almirón                  | 12.ª a 25.ª             |
| San Martín (SJ) | Walter Coyette                 | 1.ª a 6.ª               |
| San Martín (SJ) | Rubén Forestello               | 7.ª a 25.ª              |
| San Martín (T) | Rubén Forestello               | 1.ª a 5.ª               |
| San Martín (T) | Ariel Martos (interino)        | 6.ª                     |
| San Martín (T) | Walter Coyette                 | 7.ª a 19.ª              |
| San Martín (T) | Floreal García (interino)      | 20.ª                    |
| San Martín (T) | Ricardo Caruso Lombardi        | 21.ª a 25.ª             |
| Talleres (C) | Juan Pablo Vojvoda             | 1.ª a 25.ª              |
| Tigre | Cristian Ledesma               | 1.ª a 6.ª               |
| Tigre | Juan Carlos Blengio (interino) | 7.ª                     |
| Tigre | Mariano Echeverría             | 8.ª a 18.ª              |
| Tigre | Néstor Gorosito                | 19.ª a 25.ª             |
| Unión | Leonardo Madelón               | 1.ª a 25.ª              |
| Vélez Sarsfield | Gabriel Heinze                 | 1.ª a 25.ª              |
| 1. 2. 3. 4. 5. 6. 7. 8. 9. 10. 11. 12. 13. 14. 15. 16. 17. 18. 19. 20. 21. 22. 23. 24. 25. 26. 27. 28. 29. 30. 31. 32. |                                |                         |

## Equipo ideal
Por primera vez, el Comité Ejecutivo de la Superliga Argentina eligió al mejor jugador de cada puesto, formando el Once Ideal.
| Arquero         | Defensores                                                      | Volantes                                                              | Delanteros                       |
| --------------- | --------------------------------------------------------------- | --------------------------------------------------------------------- | -------------------------------- |
| Esteban Andrada | Damián Martínez Javier Pinola Leonardo Sigali Lisandro Martínez | Nicolás Domínguez Juan Fernando Quintero Matías Rojas Walter Montillo | Federico González Lisandro López |